# Après le théâtre
Après le théâtre est une nouvelle de quatre pages d'Anton Tchekhov (en russe : Posle teatra). 

## Historique
Après le théâtre est initialement publiée dans la revue russe Le Journal de Pétersbourg, no 94, du 7 avril 1892. 
Aussi traduit en français sous le titre Joie.

## Résumé
Nadia Zélénine, 16 ans, rentre du théâtre. Elle a vu avec sa mère une pièce romantique qui l’a fait rêver. Seule dans sa chambre, assise à son bureau, elle écrit une lettre à Gorny, un officier épris d'elle, pour le mettre à l’épreuve, puis une autre à l’étudiant Grouzdiov, lui aussi amoureux d’elle. Elle abandonne les lettres et rêve de promenade avec ses soupirants.

## Édition Française
- Après le théâtre, traduit par Édouard Parayre, Bibliothèque de la Pléiade, Éditions Gallimard, 1970  (ISBN 2-07-010550-4)